# 2031 BAM
BAM (asteroide 2031) é um asteroide da cintura principal, a 1,8472902 UA. Possui uma excentricidade de 0,173169 e um período orbital de 1 219,75 dias (3,34 anos).
BAM tem uma velocidade orbital média de 19,92661629 km/s e uma inclinação de 4,74806º.
Este asteroide foi descoberto em 8 de Outubro de 1969 por Lyudmila Chernykh.
O seu nome é uma homenagem aos construtores da linha ferroviária Baikal-Amur da rede Transiberiana.